# Arroio Grande
Arroio Grande este un oraș în Rio Grande do Sul (RS), Brazilia. 